# Фонтене-су-Буа
Фонтене-су-Буа (фр. Fontenay-sous-Bois) — коммуна во Франции, в регионе Иль-де-Франс, департамент Валь-де-Марн. Коммуна разделена на два кантона — Западный и Восточный Фонтене-су-Буа — входящие в округ Ножан-сюр-Марн.
Расположена на расстоянии 9,3 км к востоку от центра Парижа.
Название коммуны упоминается в Средние века как Fontanetum («родники»), от средневекового латинского fontana («родник», «ключ»). Ранее имя коммуны Fontenay-sous-Bois («Фонтене под лесом») употреблялось наравне с Fontenay-les-Bois («Фонтене у леса») и Fontenay-sur-le-Bois («Фонтене над лесом»). С начала XIX века за коммуной закрепилось единственное название — современное Фонтене-су-Буа.
Лес (фр. Bois), упоминаемый в названии коммуны, — Венсенский лес на восточной окраине Парижа. В 1929 году коммуна потеряла более трети своей территории, когда Венсенский лес (его большая часть принадлежала Фонтене-су-Буа) был включён в городскую черту Парижа.

## Известные жители
- Владислав Старевич — российский и французский мультипликатор, один из создателей кукольной анимации.
- Филипп Лашо - французский актёр, сценарист и режиссёр.

## Галерея

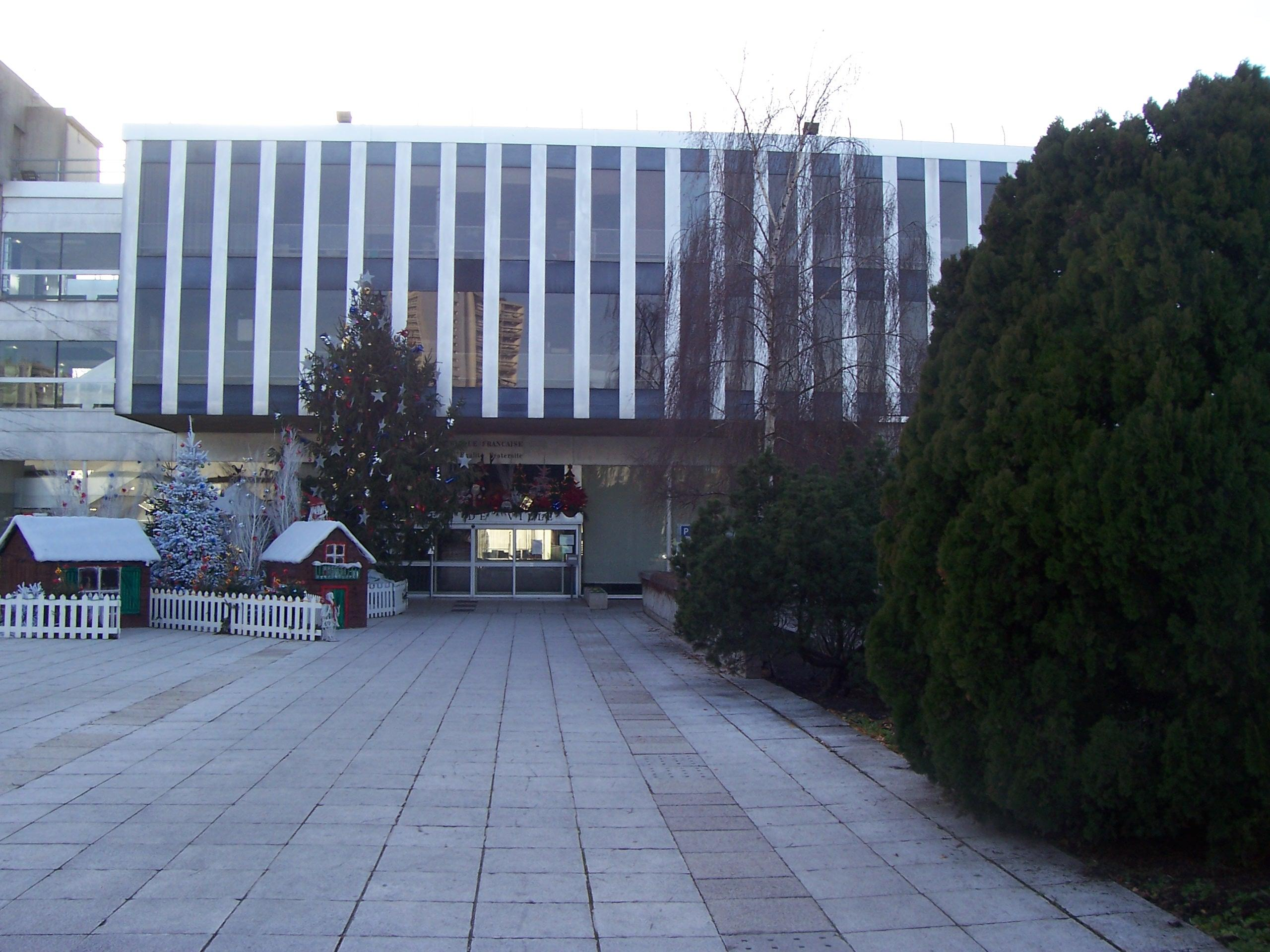
Мэрия
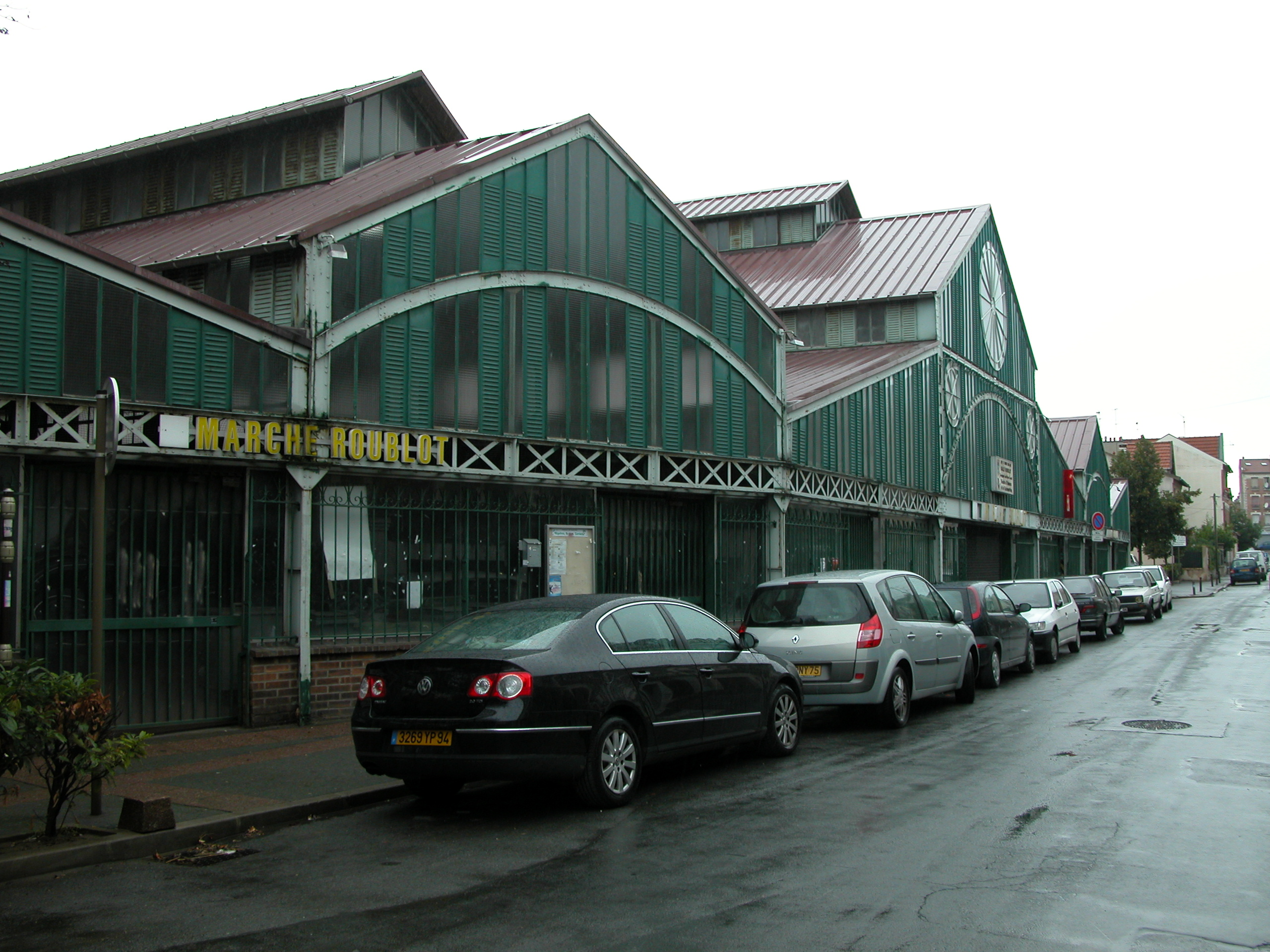
Ле-Аль Рублот
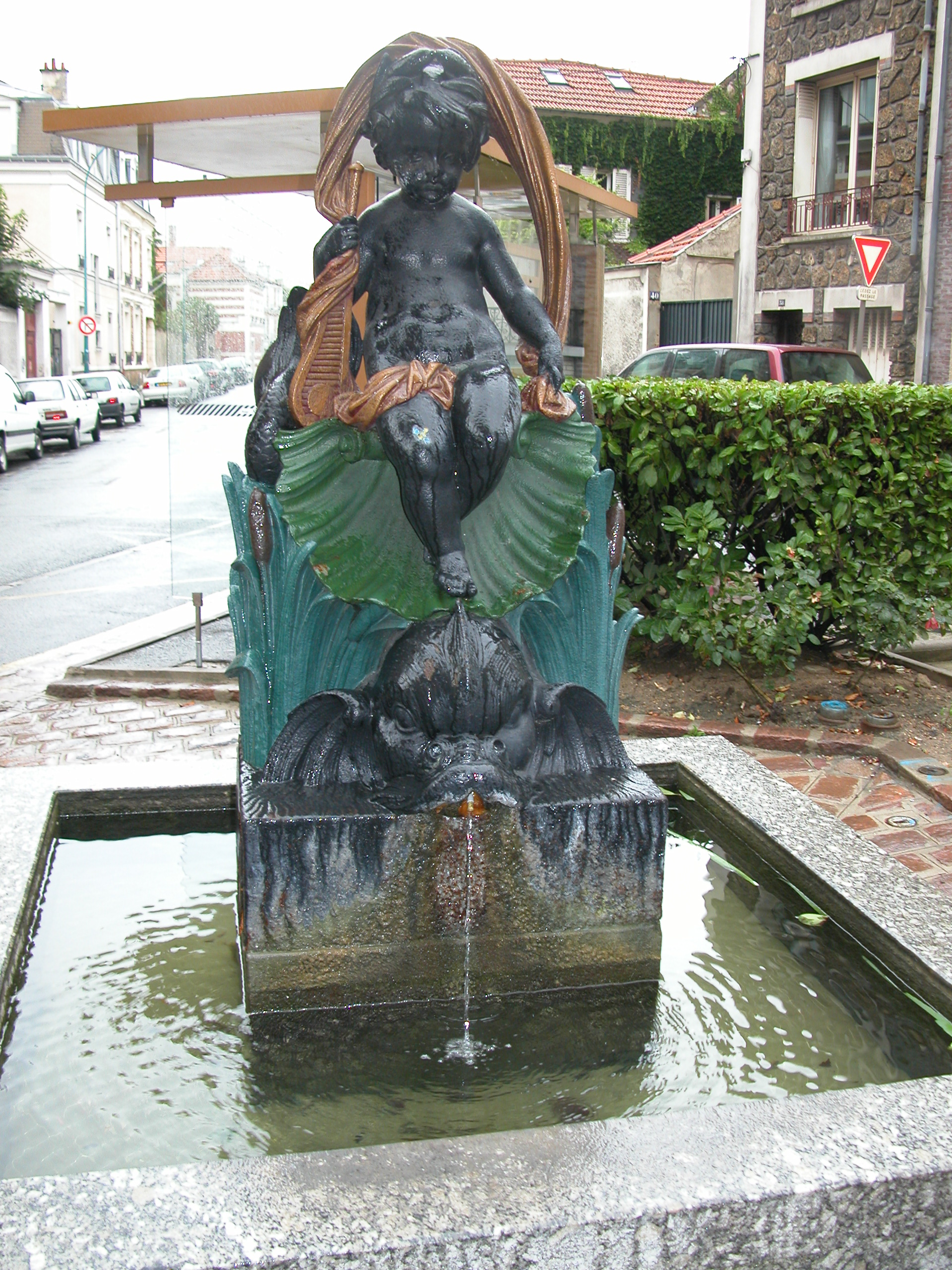
Фонтан Розетт
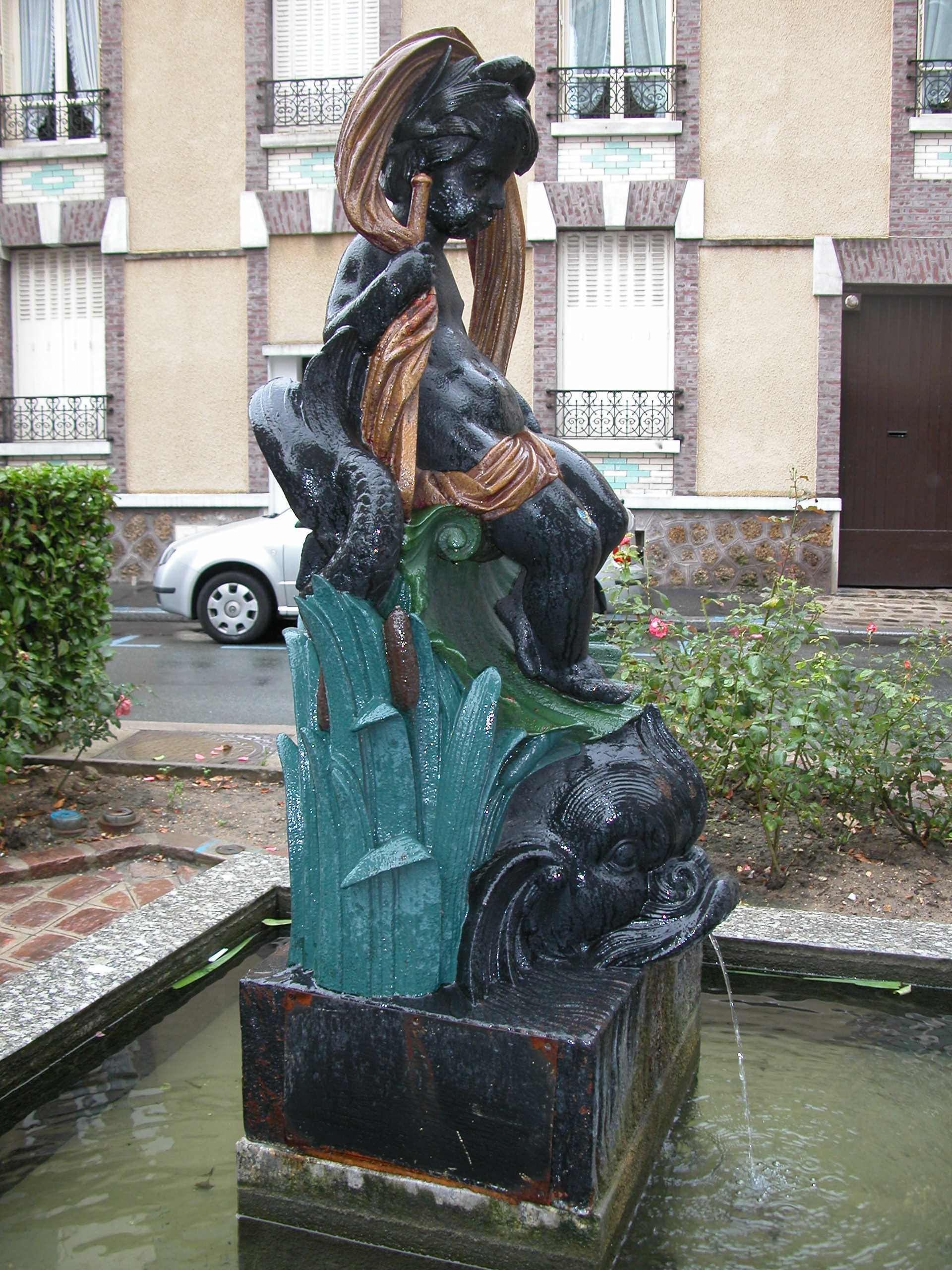
Фонтан Розетт
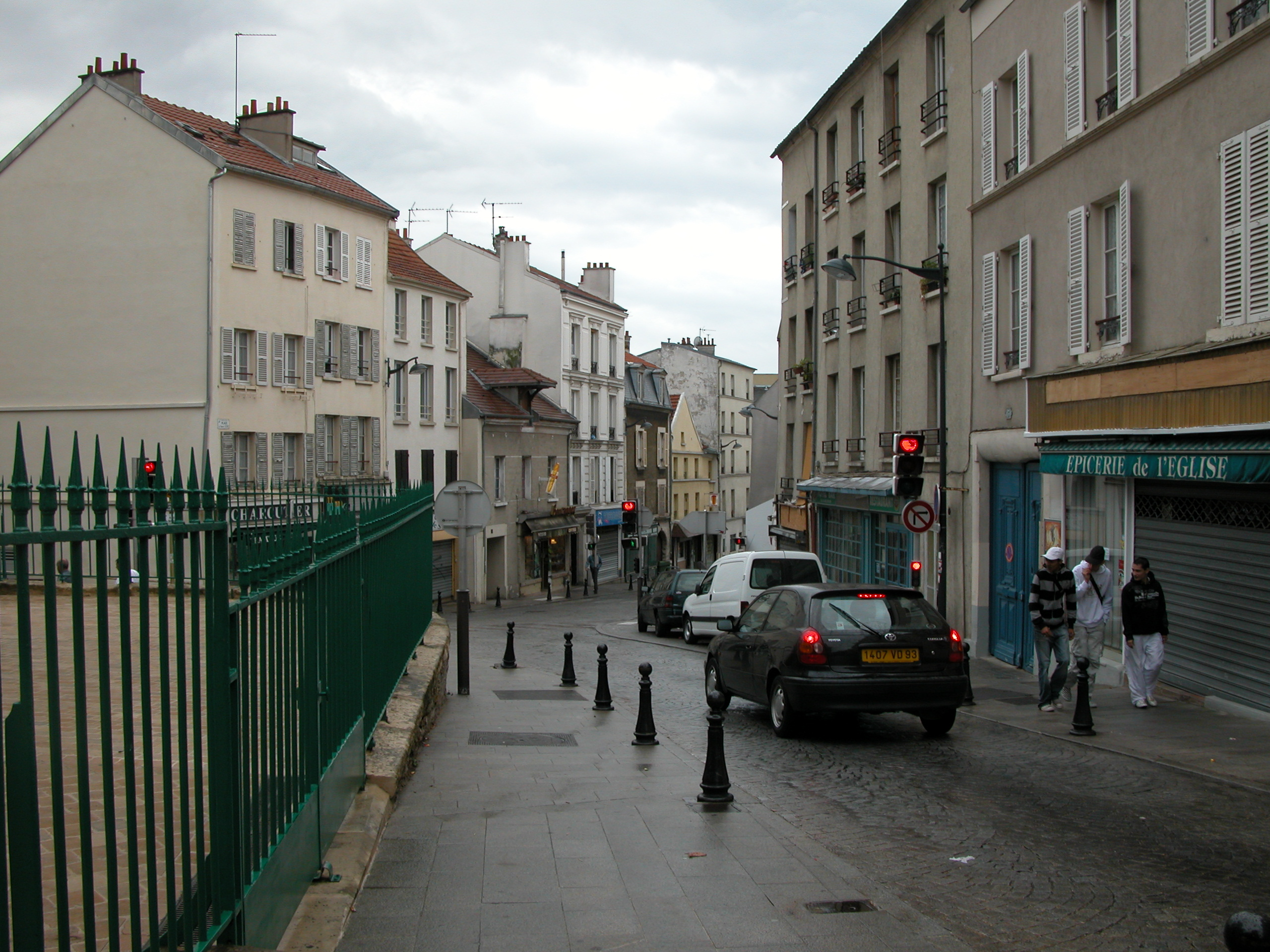
Улица в центре города
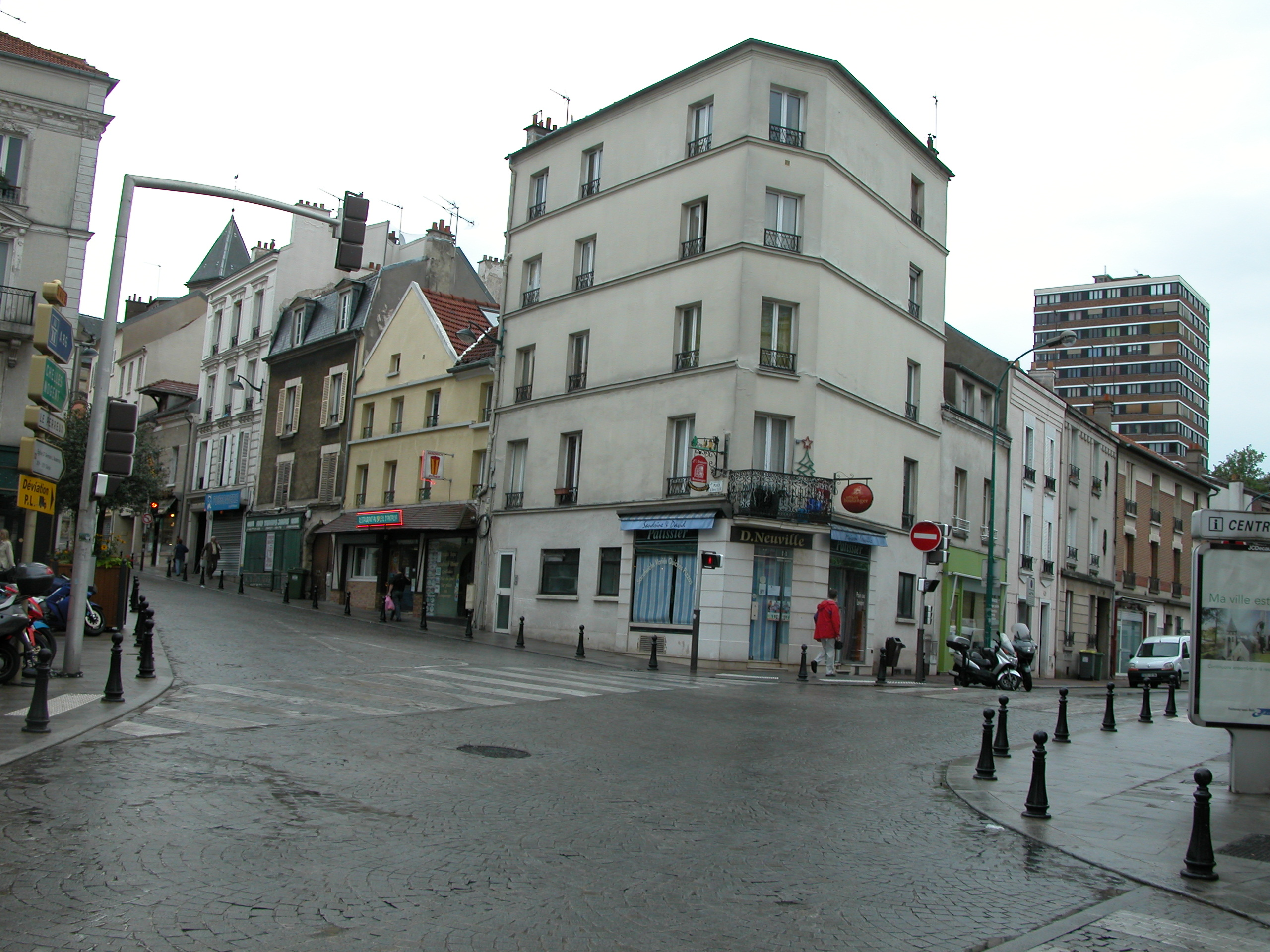
Площадь генерала Леклерка
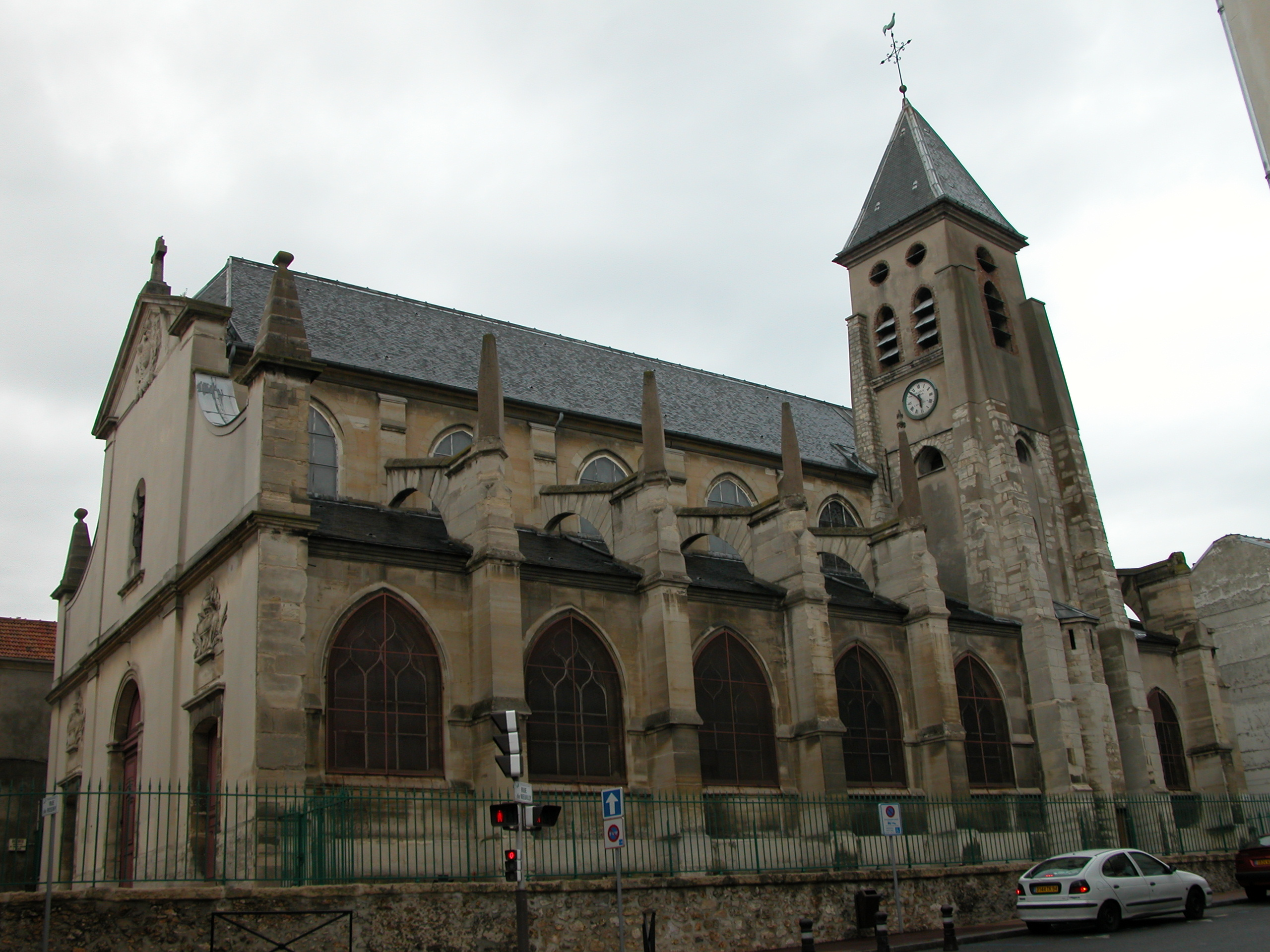
Церковь Сен-Жермен л'Оксерруа
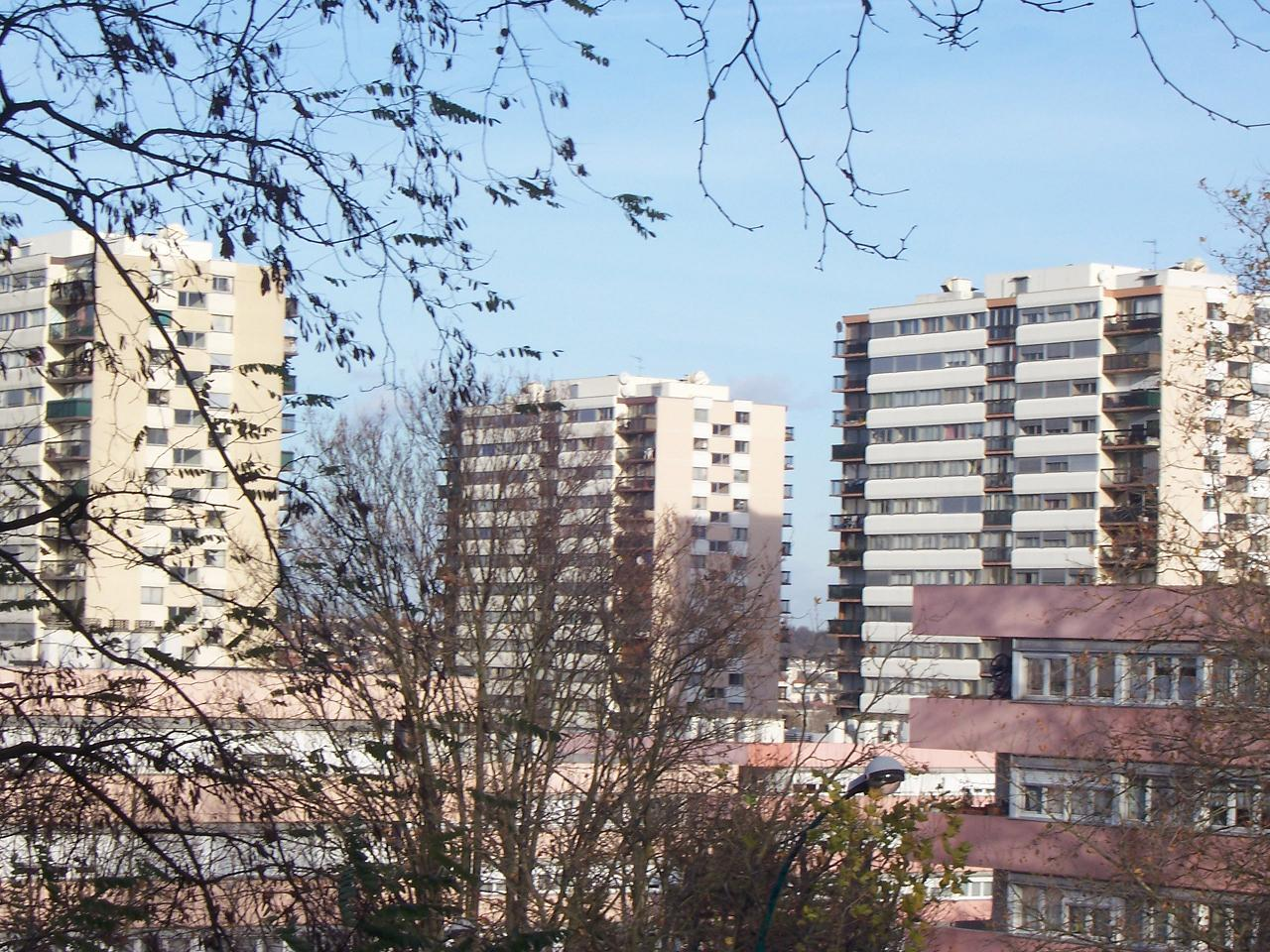
Лез Ларри
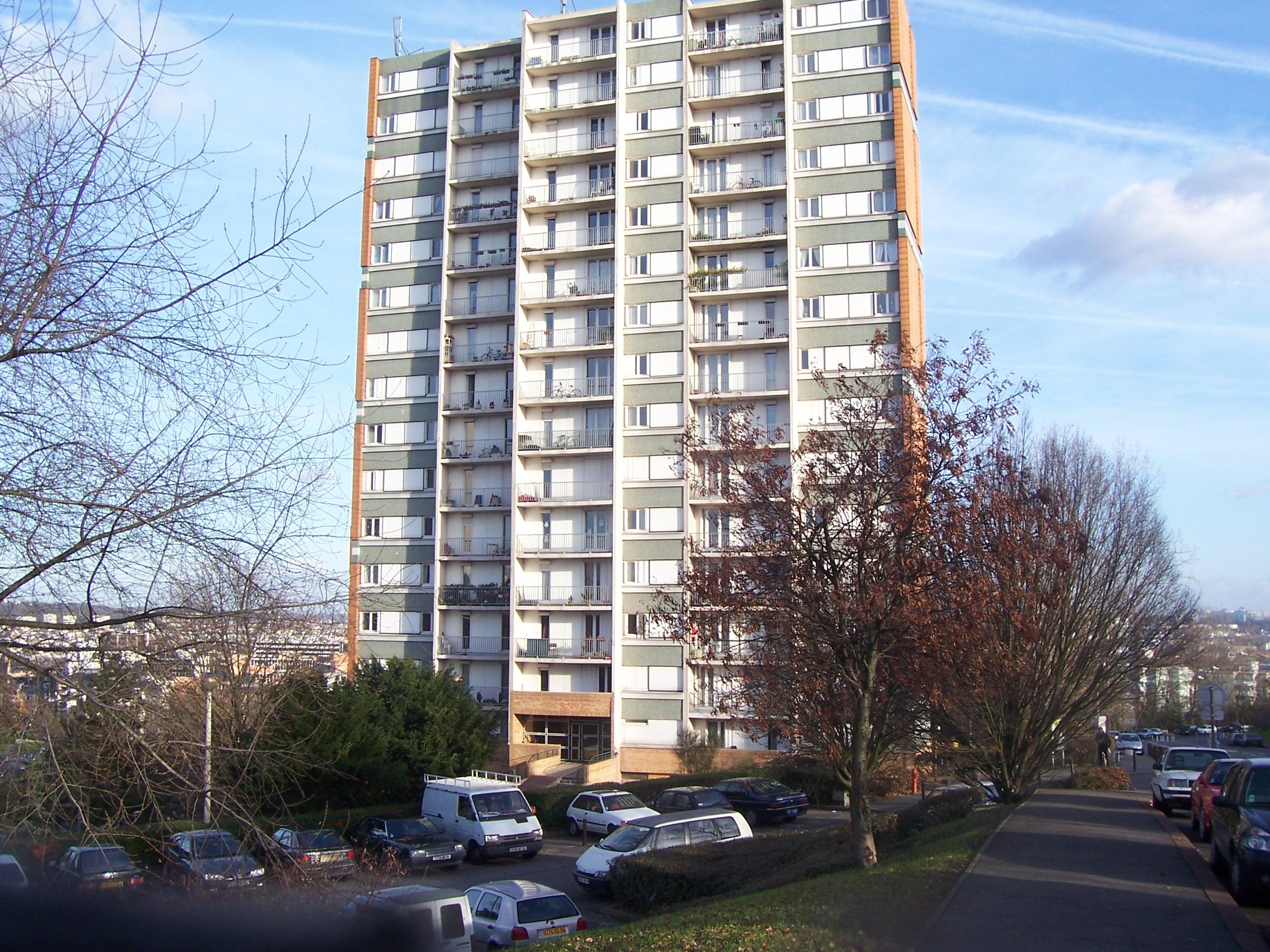
Башня Монтескьё
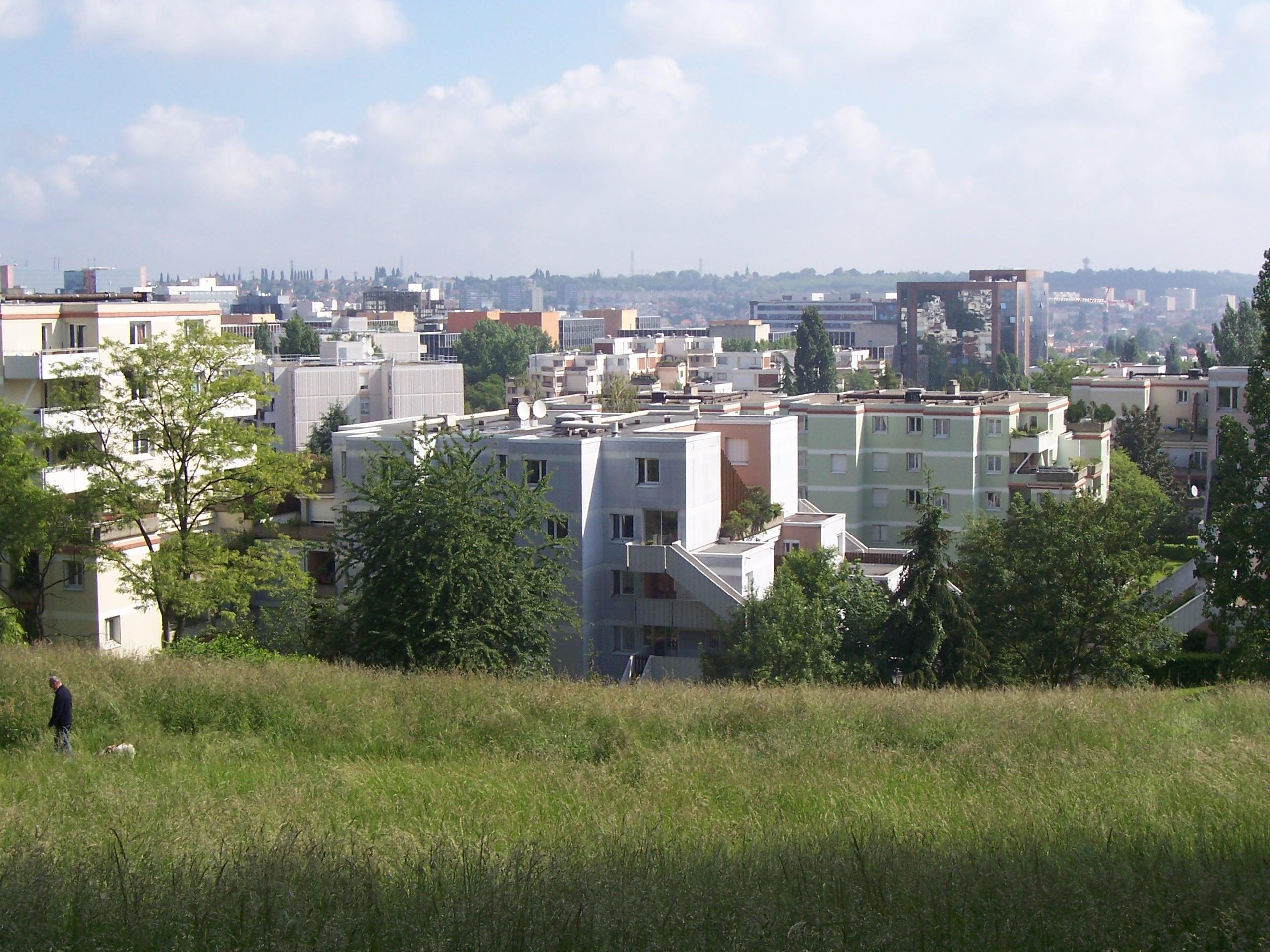
Кадетский лес
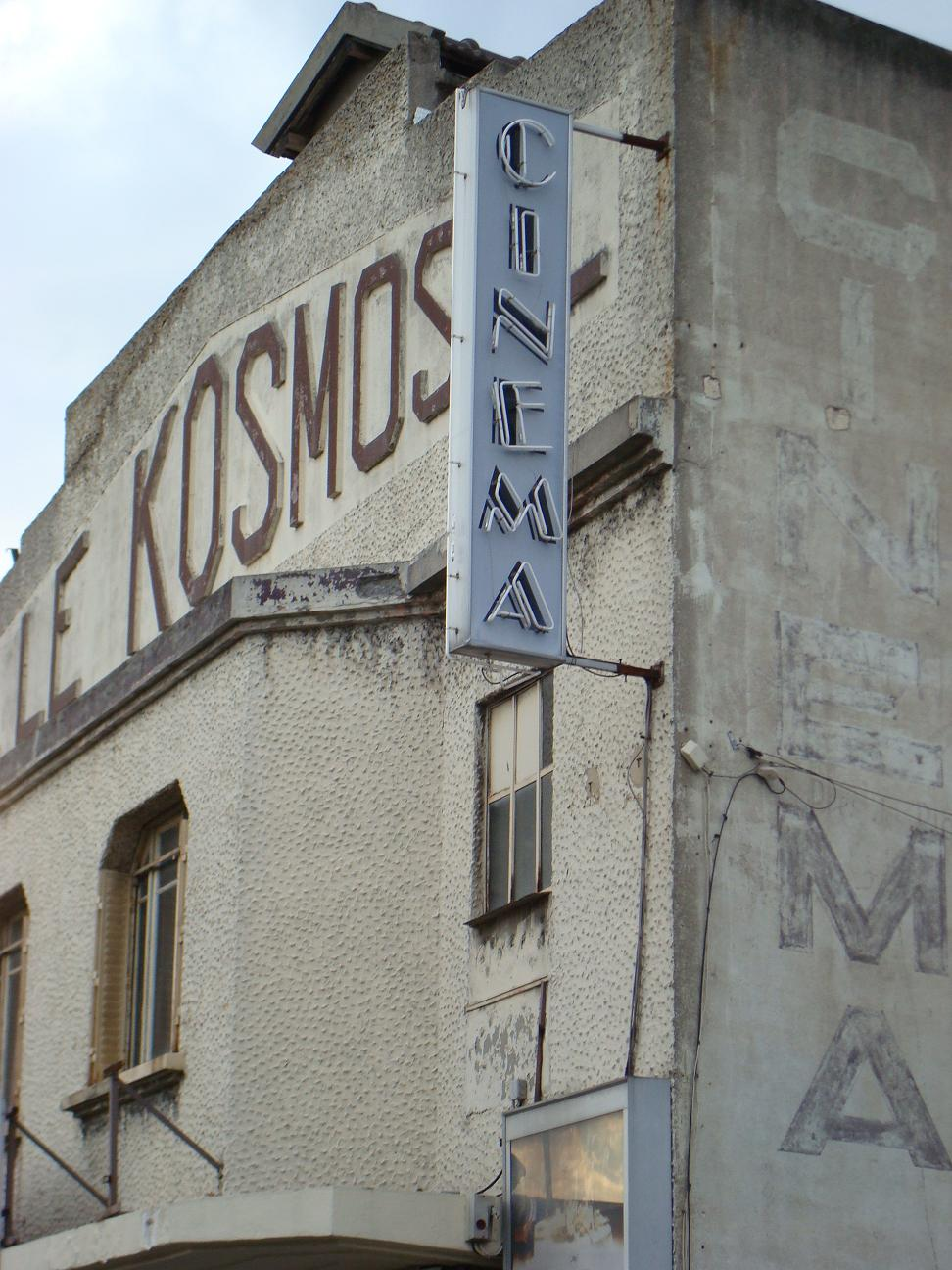
Кинотеатр «Ле Космос»